# Nupserha kenyensis
Nupserha kenyensis är en skalbaggsart. Nupserha kenyensis ingår i släktet Nupserha och familjen långhorningar.

## Underarter
Arten delas in i följande underarter:
- N. k. kenyensis
- N. k. ethiopica